# Памятник Вудро Вильсону (Познань)

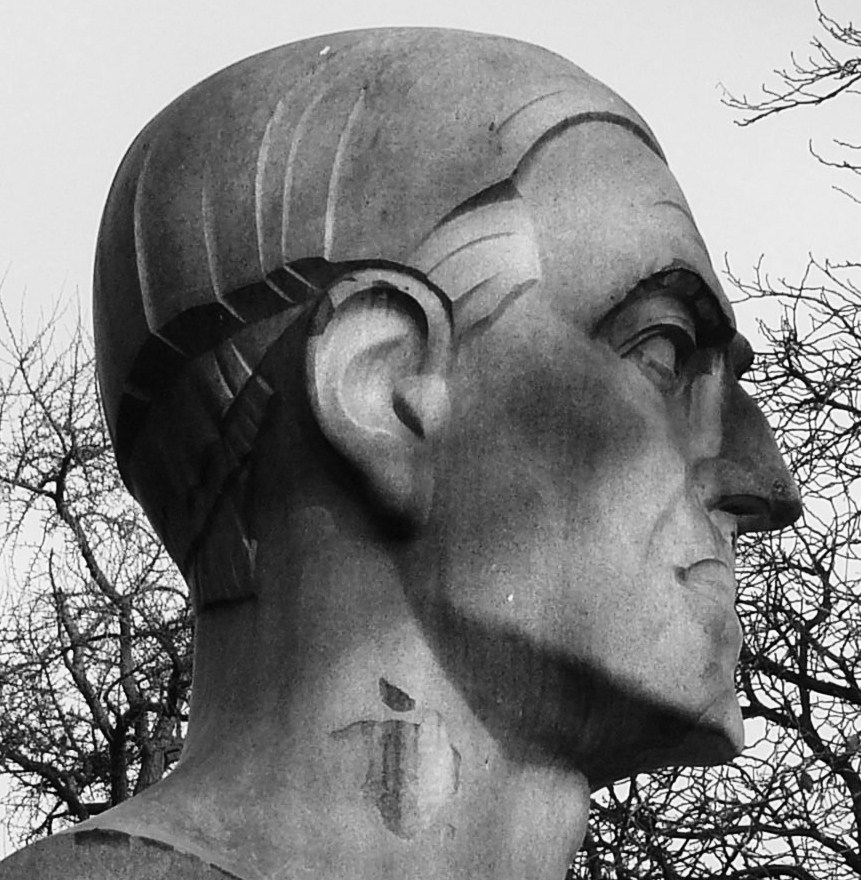
Профиль

Памятник Вудро Вильсону (пол. Pomnik Woodrowa Wilsona) — памятник, находящийся в Познани (Польша) и посвящённый 28-му американскому президенту Вудро Вильсону. Памятник располагается в парке имени Вудро Вильсона с главным входом со стороны улицы Глоговской.

## История
Первый памятник разработал американский скульптор Гутзон Борглум, который создал в штате Южная Дакота известную скульптуру американских президентов на горе Рашмор. После проведения конкурса, памятник был открыт в 1928 году, в присутствии вдовы Вудро Вильсона и городских властей.
Первый памятник Вудро Вильсону был разрушен во время германской оккупации. С 1963 года на этом месте стоял памятник деятелю польского рабочего движения Марцину Каспшаку, который был перенесён в 1995 году на родину Марцина Каспшака в деревню Чолово. На месте памятника Марцину Каспшаку был установлен новый памятник Вудро Вильсону, сделанный по сохранившемуся проекту польского архитектора Зофии Тшичинской-Каминской, которая в 20-х годах XX столетия выставляла на конкурс свой проект вместе с Гутзоном Борглумом.
В 1994 году был произведён косметический ремонт памятника.